# پژوهشی در تاریخ قرآن کریم
پژوهشی در تاریخ قرآن کریم کتابی از سید محمدباقر حجتی است که در سال ۱۳۶۰ منتشر و در مراسم کتاب سال جمهوری اسلامی ایران به‌عنوان کتاب برگزیده معرفی شد.